# Phyllachora scanica
Phyllachora scanica är en svampart som beskrevs av Karl Starbäck 1895. Phyllachora scanica ingår i släktet Phyllachora och familjen Phyllachoraceae.   Inga underarter finns listade i Catalogue of Life.